# Will Young
William Robert "Will" Young (født 20. januar 1979) er en engelsk skuespiller og sanger. Han er uddannet fra The Arts Educational School, London, men er nok mest kendt som vinder af den engelske version af Popstars, hvor han bl.a. sang Tim Christensens sang Love is a matter.